# Nancy McKinstry

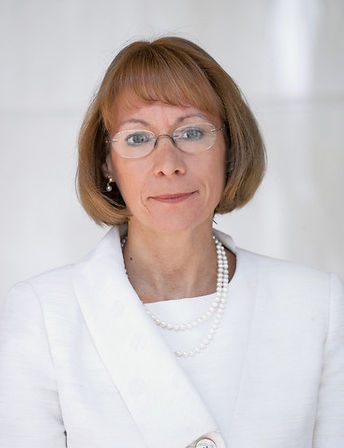
Nancy McKinstry.

Nancy McKinstry (Connecticut, 4 januari 1959) is een Amerikaanse zakenvrouw. Zij is sinds 2003 de bestuursvoorzitter van Wolters Kluwer, waarvan ze sinds 2001 lid is van de Raad van Bestuur. Onder haar leiding is Wolters Kluwer getransformeerd van een uitgeverij van voornamelijk gedrukte media naar een internationale aanbieder van digitale en online informatiediensten voor medische, juridische, financiële en accountancyprofessionals.

## Levensloop
McKinstry studeerde aan de Universiteit van Rhode Island en behaalde daar een Bachelor of Arts in de economie (Phi Beta Kappa). Ze begon haar carrière als consultant bij Booz Allen Hamilton (tegenwoordig Booz & Company geheten), een internationaal managementconsultingsbedrijf, waar ze zich richtte op opdrachten in de sectoren media en technologie. Tegelijkertijd begon ze aan een MBA-opleiding Finance & Marketing aan de Colombia Business School in New York. Deze rondde ze in 1984 met succes af (Beta Gamma Sigma).
In 1992 maakte ze de overstap naar de Amerikaanse uitgeverij CCH Incorporated (later onderdeel van Wolters Kluwers divisie Tax & Accounting), waar ze verschillende managementfuncties bekleedde. Ze werd President en CEO van CCH Legal Information Services, dat later onderdeel werd van Wolters Kluwers divisie Legal & Regulatory. Nadat het bedrijf door Wolters Kluwer werd overgenomen vertrok McKinstry in 1999 om bestuursvoorzitter te worden bij SCP Communications, een handelaar in medische informatie. Deze overstap beviel niet en na een jaar keerde ze terug naar Wolters Kluwer om leiding te geven aan de Noord-Amerikaanse tak van het bedrijf. In 2001 trad ze toe tot de Raad van Bestuur van het bedrijf en op 1 september 2003 nam ze voorzittershamer over. In mei 2005 ontving ze de eretitel Doctor of Laws van de Universiteit van Rhode Island, als erkenning voor haar bijdragen aan het bedrijfsleven.
Op de lijst van machtigste vrouwen ter wereld van het tijdschrift Forbes werd McKinstry in 2009 als 43e geplaatst. Zij is een van de grootverdieners onder de bestuursvoorzitters van AEX-fondsen. Sinds McKinstry de functie bekleedt incasseerde zij meer dan zeventig miljoen euro in haar functie. Haar beloning heeft meerdere malen tot discussies en verontwaardiging geleid. In 2017 was zij de best verdienende topbestuurder van Nederland met 14,5 miljoen euro aan beloningen, inclusief salaris.
Ook wordt McKinstry regelmatig genoemd in discussies als voorbeeld van een van de weinige vrouwen met een hoge functie in het bedrijfsleven. Ze spreekt zich geregeld uit over het onderwerp diversiteit in het bedrijfsleven.
Naast haar activiteiten bij Wolters Kluwer is McKinstry ook directielid bij Sanoma Oyi en Abbott. Daarnaast is McKinstry lid van de Raad van Advies van de Amsterdam Institute of Finance, lid van Raad van Advies van de Universiteit van Rhode Island, lid van Raad van Advies van de Harrington School of Communication and Media, en lid van de Raad van Toezicht van de Columbia Business School. In 2011 is McKinstry aangesteld door het Chinese State Council Information Office als lid van het Foreign Consultant Committee.

## Persoonlijk
McKinstry is getrouwd met een anesthesist en heeft een zoon en een dochter die in de VS wonen. Zij is woonachtig in Nederland.